# オープンブラ

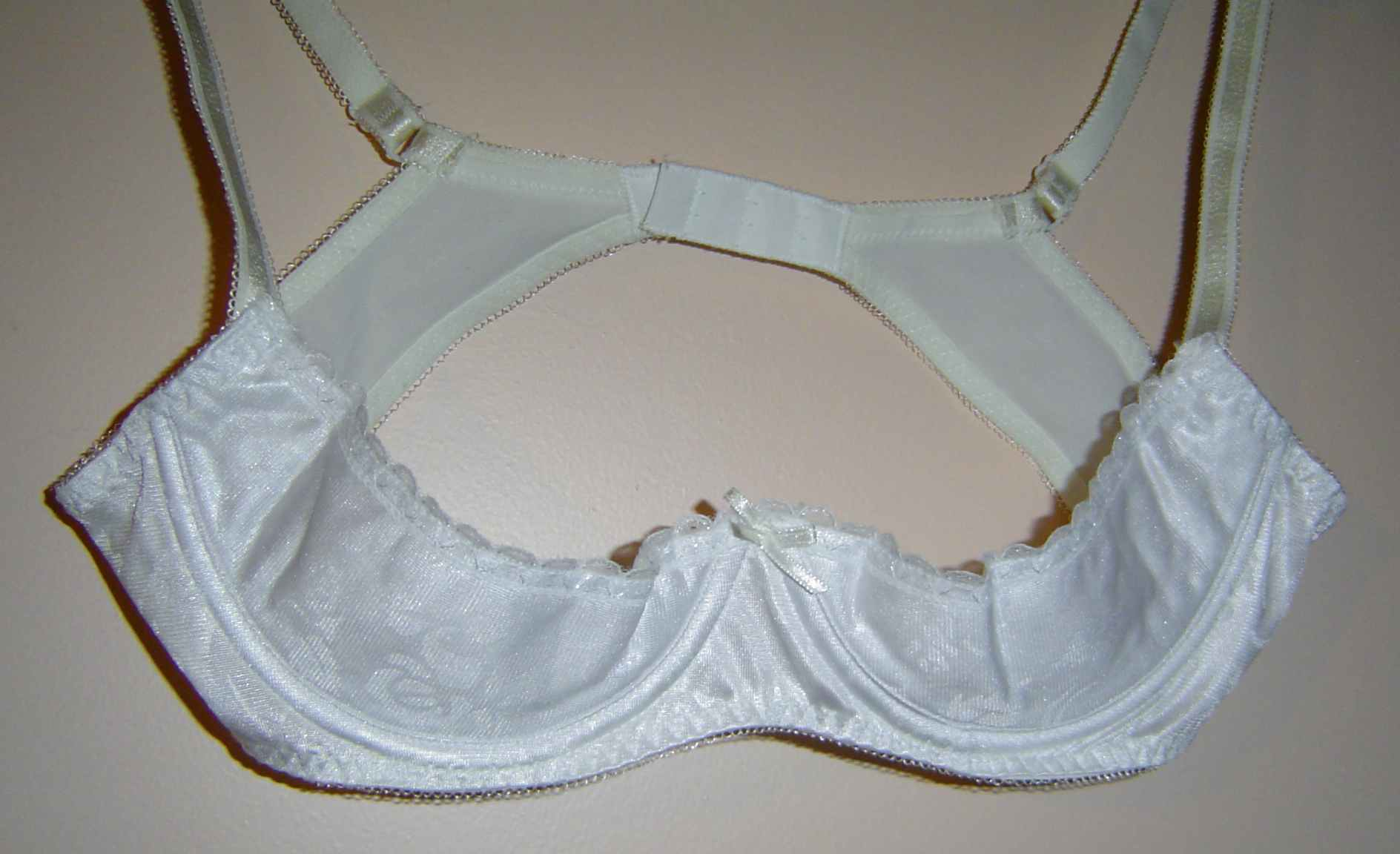
オープンブラ

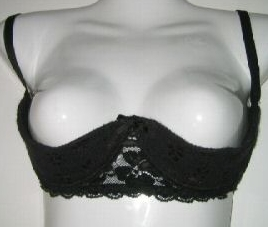
マネキンに着けたオープンブラ

オープンブラ（英語：Open Brassiere）は、フルカップブラの周囲以外をカットしたブラジャーで女性用セクシーランジェリーの一種であり、トップレスブラとしばしば同意語に用いられる。ワイヤ入りのオープンブラの場合は、バスト全体をより大きく見せ、より胸部前方へと押し出す役割を持っている。
オープンブラは、ブラジャー本来のバストを支え形状補正するという機能より装飾的な要素が重要視されているため、一般的に薄い布地や透明感の高い布地が用いられ、刺繍などでデザインされたものが多い。オープンショーツなどボトム（下半身）と同一デザインを着用することで、より爽快感を出したりセクシー感を演出することができる。
ちなみに、マタニティインナーのフロントオープンブラ、ストラップオープンブラ、クロスオープンブラなどは、同じオープンブラという名称が用いられているが、目的と機能が全く相違した下着である。